# Barrage de Mossoul
Le barrage de Mossoul (anciennement barrage Saddam) est un barrage situé en Irak, sur le fleuve Tigre, à une quarantaine de kilomètres au nord-ouest de Mossoul. Construit à partir de 1980 et mis en service en 1986, sous le régime de Saddam Hussein, il peut produire en pointe 1 000 MW et participe à l'irrigation des régions situées en aval du fleuve.
Il est le quatrième plus grand barrage du Proche-Orient.

## Histoire

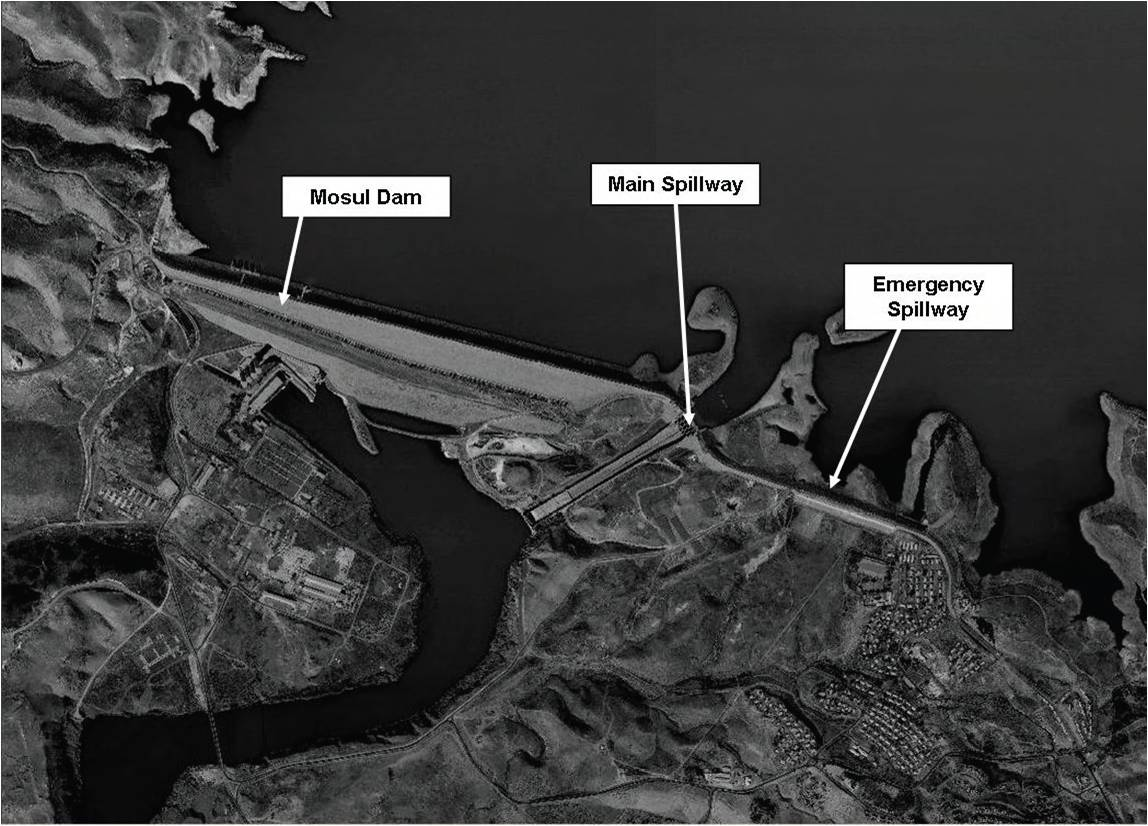
Vue aérienne du barrage en 2011.

L'ouvrage est construit à partir de 1980 sous le régime de Saddam Hussein. Achevé en 1984, il est mis en service en 1986. Il devait symboliser la puissance du régime.
En 2007, les experts du Corps du génie de l'armée des États-Unis annoncent que, face à la pression des millions de mètres cubes d'eau qu'il retient, l'ouvrage, édifié sur des sols sablonneux et instables, pourrait se rompre, déversant une vague qui pourrait atteindre 20 mètres de hauteur, inondant les régions en aval, jusqu'à Bagdad. Depuis, des travaux d'entretien permettent de régulièrement combler les cavités souterraines qui apparaissent sous l'ouvrage, ceci afin d'éviter la catastrophe,.
Le 7 août 2014, l'État islamique prend possession du barrage. Le 19 août, les Peshmerga kurdes en reprennent totalement le contrôle après plusieurs jours de combats lors de la bataille du barrage de Mossoul.

## Coûts
Les coûts de construction du barrage s'élèvent à 1 milliard de dollars.
La construction a nécessité 37,7 millions de mètres cubes de matériaux, principalement du béton et de la terre.

## Description
Le barrage culmine à 113 m et s'étend sur 3,4 km de long. Il retient 11 milliards de mètres cubes d'eau.

## État
Le barrage est au cœur des préoccupations irakiennes.
L'ouvrage a été créé sur un sol en gypse et calcaire, ces roches solubles se dissolvant dans l'eau, rendent sa base instable en y créant des crevasses. Un réseau de sondes permet de repérer ces cavités et de les reboucher avec du ciment. Plus de 100 000 tonnes de béton y ont ainsi été injectées depuis des décennies.
À cause des guerres en Irak, les employés ne sont plus payés et désertent le barrage, le laissant se détériorer.
Le Premier ministre Haïder al-Abadi a donc demandé à la société italienne de travaux publics Trevi d'« accélérer » son calendrier afin de démarrer au plus vite les travaux de maintenance et de sécurisation du barrage. Le 2 mars 2016, le gouvernement irakien annonce la signature du contrat pour un montant de 273 millions d'euros. L'Italie déploya 450 militaires sur le site à partir de décembre 2015, en plus des 750 déjà présents en Irak, ainsi que quatre hélicoptères de manœuvre NHIndustries NH90 et quatre hélicoptères de combat Agusta A.129 Mangusta stationnés à Erbil, tout cela dans le but de sécuriser le barrage durant le chantier, celui-ci étant situé à quelques dizaines de km de la ligne de front avec l'État islamique,.
En parallèle des travaux, un dispositif de formation destinés aux ingénieurs, techniciens, et opérateurs irakiens fut mis en place, afin de pérenniser la maintenance du barrage.
Les travaux de consolidation se sont terminés en 2019. Mi-juin 2019 a eu lieu sur le site une cérémonie de transfert d'autorité entre l'US Army Corps of Engineers et le ministère irakien des Ressources hydrauliques. Les travaux réalisés ont coûté 532 millions de dollars, dont 410 millions payés à Trevi par le gouvernement irakien. 
En 2022, le programme de réhabilitation a reçu le prix "Outstanding Project Award" décerné par le Deep Foundation Institute.   

### Conséquences d'une rupture
Avant la consolidation terminée en 2019, les fontes de neige du printemps entraînant une forte augmentation de la pression, les experts craignent alors une rupture du barrage.
Si le barrage venait à céder, l'eau s'écoulerait au débit de 551 000 m3/s, et formerait une vague de 54 m de haut.
Lorsqu'elle atteindra Mossoul 1 à 4 heures plus tard, la déferlante mesurerait toujours 14 m, puis 10 m 3 à 4 jours plus tard en atteignant Bagdad, 400 km plus au sud.
Le bilan humain serait de 1,5 million de victimes pour au minimum 500 000 morts.

## Utilisation
Le barrage est indispensable à la consommation en eau d'un million d'habitants mais aussi à l'irrigation de vastes zones de culture de la province de Ninive.
Il peut produire en pointe 1 000 MW et participe à l'irrigation des régions situées en aval du fleuve. Il est capable de fournir de l'électricité à 675 000 foyers irakiens.